# إذاعة بلغاريا
راديو بلغاريا (اللغة البلغارية: Радио България, Radio Bǎlgarija; BNR) هي محطة البث الدولية الرسمية في بلغاريا.

## التاريخ
يقدم راديو بلغاريا المعروفة سابقًا براديو صوفيا الهوية الثقافية والوطنية لبلغاريا أمام العالم. وقد كانت هذه الخدمة المصدر الأساسي للمعلومات عن بلغاريا ومنها لملايين المستمعين حول العالم.

## البث الحالي
أنهى راديو بلغاريا خدمته على الموجات القصيرة في 1 فبراير/شباط 2012، وأغلق قسم اللغة العربية في عام 2016، البث الصوتي عبر الإنترنت على مدار 24 ساعة باللغات البلغارية والإنجليزية والإسبانية والألمانية والفرنسية والروسية والصربية واليونانية والتركية والألبانية في عام 2017.
أطلق راديو بلغاريا بودكاست جديد يسمى بلغاريا اليوم في يوم 10 يونيو 2021. يصدر كل يوم باللغات الإنجليزية والألمانية والفرنسية والإسبانية والروسية والصربية واليونانية والألبانية والتركية. يعرض البرنامج الجديد قصصا إخبارية من بلغاريا ودوليا، بالإضافة إلى مقاطع حول الثقافة والسياحة البلغارية.

## روابط خارجية
- الموقع الرسمي
- RB_English على تويتر.